# Разорёнов, Сергей Васильевич
Сергей Васильевич Разорёнов (18 октября 1923 года, Иваново — 25 июня 2009 года, Даугавпилс, Латвия) — электрослесарь Даугавпилсского локомотиворемонтного завода Министерства путей сообщения СССР, Латвийская ССР. Герой Социалистического Труда (1971).

## Биография
Родился в 1923 году в рабочей семье в Иванове. Получил неполное среднее образование. Участвовал в Великой Отечественной войне. Получил ранение, став инвалидом.
С 1948 года — электрослесарь ремонтно-энергомеханического цеха Даугавпилсского локомотивного завода имени Я. Э. Рудзутака. Будучи инвалидом, добивался высоких трудовых результатов при ремонте электрических двигателей. Выполнял сменные задания на 120—130 %. За высокое качество работ получил право использовать личное клеймо. Внёс несколько рационализаторских предложений, которые давали ежегодную экономию до одной тысячи рублей.
За годы Восьмой пятилетки (1966—1970) отремонтировал около 700 электрических двигателей. Досрочно выполнил личные социалистические обязательства и производственные плановые задания к февралю 1970 года. Указом Президиума Верховного Совета СССР от 4 мая 1971 года удостоен звания Героя Социалистического Труда «за выдающиеся успехи в выполнении заданий пятилетнего плана перевозок и повышении эффективности использования технических средств железнодорожного транспорта» с вручением ордена Ленина и золотой медали Серп и Молот.
После выхода на пенсию проживал в Даугавпилсе, где скончался в июне 2009 года.
Награды и звания
- Герой Социалистического Труда
- Орден Ленина
- Орден Отечественной войны 2 степени (11.03.1985)